# ريان بالمر (لاعب شطرنج)
ريان بالمر (بالإنجليزية: Ryan Palmer)‏ هو لاعب شطرنج جامايكي وبريطاني، ولد في 23 يناير 1974.

## وصلات خارجية
- ريان بالمر على موقع الاتحاد الدولي للشطرنج (الإنجليزية)
- ريان بالمر على موقع 365Chess.com (الإنجليزية)
- ريان بالمر على موقع Chesstempo.com (الإنجليزية)